# (20846) Liyulin
(20846) Liyulin (2000 US103) – planetoida z pasa głównego asteroid okrążająca Słońce w ciągu 3,4 lat w średniej odległości 2,26 j.a. Odkryta 25 października 2000 roku.